# ماكس شتاينر
ماكس شتاينر (بالإنجليزية: Max Steiner)‏ (1888-1971) هو ملحن موسيقى تصويرية أمريكي من أصل نمساوي. هو واحد من أنجح مؤلفي الموسيقى السينمائية في التاريخ السينمائي وأكثرهم تأثيرا. حصل على ما مجموعه 24 ترشيحا لجائزة الأوسكار وحصل على الجائزة ثلاث مرات. له عشرات ألحان الأفلام المشهورة منها: ذهب مع الريح (1939) وكازبلانكا (1942) إضافة موسيقى كينغ كونغ (1933) التي تعتبر أول موسيقي تكتب لفيلم ناطق. يعتبر إضافة إلى ملحنين مثل ديميتري توامكين وألفريد نيومان ذا دور رئيسي في ترسيخ تقاليد كتابة الموسيقى للأفلام. لحن أكثر من 300 فيلم لصالح استوديوهي RKO ووارنر برذرز. وهو أول من حصل على جائزة غولدن غلوب لأفضل موسيقى تصويرية.

## سيرته
كان عمه مدير مسرح في فيينا، ووالده عضوا فعالا في «كرنفالات فيينا» ومدير للمهرجانات. كان عرابه هو الملحن المعروف ريتشارد شتراوس.
كملحن للموسيقى كان طفلا مميزا، ودرس البيانو على يوهانس برامس. في سن الخامسة عشرة دخل «الأكاديمية الإمبراطورية للموسيقى والفن التصويري» في فيينا، حيث كان يدرسه غوستاف مالر. وقد سمحت له مهاراته وقدرته في إكمال دورة الأربع سنوات في سنة واحدة فقط. في سن السادسة عشرة، ألف وأخرج أوبريت «اليونانية الجميلة».
في بداية الحرب العالمية الأولى انتقل إلى لندن حيث تعتبر جنسيته معادية، ولكن كونه صديقا لدوق وستمنستر، فقد حصل على تأشيرة للولايات المتحدة. وصل إلى نيويورك في ديسمبر 1914 مع اثنين وثلاثين دولارا فقط في جيبه. عمل لمدة خمسة عشر عاما في نيويورك كموزع وقائد فرقة موسيقية في مسارح برودواي.

## في هوليوود
في عام 1929 انتقل شتاينر إلى هوليوود ليلحن النسخة السينمائية من مسرحية «ريو ريت» لصالح استوديو RKO. تلحينه لفيلم كينغ كونغ عام 1933 أعطاه سمعة كبيرة. كما لحن العديد من الأفلام للثنائي فريد أستير وجنجر روجرز، بما فيها فيلم القبعة العلوية. لحن شتاينر مئات الأفلام وكان أهم ملحن لدى استوديو وارنر برذرز.
حصل على أول أوسكار له لفيلم المخبر (1935) للمخرج جون فورد، الذي تعاون معه لاحقا في فيلم الباحثون (1956). فاز بأوسكاره الثاني عن فيلم الآن نسافر (1942)، والثالث عن منذ أن رحلت (1944). عمل مع المخرج مايكل كورتيز في أكثر من 30 فيلما، ومع المخرج راؤل والش في 12 فيلما.
من أشهر ألحانه الأخرى:
- نساء صغيرات (1933).
- إيزابيل (1937).
- النصر المظلم (1939).
- جوني بليندا (1948).
- كنز السييرا مادري (1948).

## روابط خارجية
- ماكس شتاينر على موقع IMDb (الإنجليزية)
- ماكس شتاينر على موقع الموسوعة البريطانية (الإنجليزية)
- ماكس شتاينر على موقع ألو سيني (الفرنسية)
- ماكس شتاينر على موقع ميوزك برينز (الإنجليزية)
- ماكس شتاينر على موقع أول موفي (الإنجليزية)
- ماكس شتاينر على موقع قاعدة بيانات برودواي على الإنترنت (الإنجليزية)
- ماكس شتاينر على موقع قاعدة بيانات برودواي على الإنترنت (الإنجليزية)
- ماكس شتاينر على موقع قاعدة بيانات الأفلام السويدية (السويدية)
- ماكس شتاينر على موقع إن إن دي بي (الإنجليزية)
- ماكس شتاينر على موقع أول ميوزيك (الإنجليزية)